# Kapmossa
Kapmossa (Orthodontium lineare) är en bladmossart som beskrevs av Schwaegrichen 1827. Enligt Catalogue of Life ingår Kapmossa i släktet Orthodontium och familjen Bryaceae, men enligt Dyntaxa är tillhörigheten istället släktet Orthodontium och familjen Orthodontiaceae. Arten är reproducerande i Sverige. Inga underarter finns listade i Catalogue of Life.